# Nhóm nguyên tố 3
Nhóm nguyên tố 3 (còn gọi là nhóm scandi) là cột số 3 trong bảng tuần hoàn, còn được gọi là nhóm scandi gồm 2 nguyên tố kim loại là scandi (Sc) và ytri (Y). Có thể có thêm lanthan (La) và actini (Ac). Trong nhóm 3, các nguyên tố Sc và Y là các kim loại nhẹ.

Đôi khi lanthan và actini được bỏ vào họ Lanthan và họ Actini, bỏ trống 2 ô này (bản gốc của IUPAC) hoặc thay chúng bằng luteti (Lu) và lawrenci (Lr).